# Chrysococcyx maculatus
El cuclillo esmeralda o cuclillo esmeralda asiático (Chrysococcyx maculatus) es una especie de ave cuculiforme de la familia Cuculidae que vive en Asia.

## Hábitat
Se encuentra en las selvas del Sudeste Asiático, de los Himalayas meridionales y el sur de la India. Habita en Bangladés, Bután, Camboya, China, India, Indonesia, Laos, Malasia, Birmania, Nepal, Sri Lanka, Tailandia, y Vietnam. Sus hábitats naturales son las selvas húmedas tropicales y subtropicales.